# Maďarsko na Letních olympijských hrách 1992
Maďarsko na Letních olympijských hrách v roce 1992 ve španělské Barceloně reprezentovala výprava 217 sportovců (159 mužů a 58 žen) ve 23 sportech.

## Medailisté
| Medaile | Jméno                                                                    | Sport                | Soutěž                        |
| ------- | ------------------------------------------------------------------------ | -------------------- | ----------------------------- |
| Zlato   | Henrietta Ónodiová                                                       | Sportovní gymnastika | Ženy přeskok                  |
| Zlato   | Antal Kovács                                                             | Judo                 | Muži do 95 kg                 |
| Zlato   | Éva Dónusz Kinga Czigány Erika Mészáros Rita Kőbán                       | Kanoistika           | Ženy K-4 500 m                |
| Zlato   | Krisztina Egerszegiová                                                   | Plavání              | Ženy 100 m znak               |
| Zlato   | Krisztina Egerszegiová                                                   | Plavání              | Ženy 200 m stylem             |
| Zlato   | Krisztina Egerszegiová                                                   | Plavání              | Ženy 400 m polohový závod     |
| Zlato   | Tamás Darnyi                                                             | Plavání              | Muži 200 m polohový závod     |
| Zlato   | Tamás Darnyi                                                             | Plavání              | Muži 400 m polohový závod     |
| Zlato   | Bence Szabó                                                              | Šerm                 | Muži šavle jednotlivci        |
| Zlato   | Attila Repka                                                             | Zápas                | muži, řecko-římský do 68 kg   |
| Zlato   | Péter Farkas                                                             | Zápas                | muži, řecko-římský do 82 kg   |
| Stříbro | Henrietta Ónodiová                                                       | Sportovní gymnastika | Ženy prostná                  |
| Stříbro | József Csák                                                              | Judo                 | Muži do 65 kg                 |
| Stříbro | Bertalan Hajtós                                                          | Judo                 | Muži do 71 kg                 |
| Stříbro | Rita Kőbán                                                               | Kanoistika           | Ženy K-1 500 m                |
| Stříbro | Zsolt Gyulay                                                             | Kanoistika           | Muži K-1 500 m                |
| Stříbro | Ferenc Csipes Zsolt Gyulay László Fidel Attila Ábrahám                   | Kanoistika           | Muži K-4 1000 m               |
| Stříbro | Attila Mizsér                                                            | Moderní pětiboj      | Muži jednotlivci              |
| Stříbro | Tünde Szabó                                                              | Plavání              | Ženy 100 m znak               |
| Stříbro | Norbert Rózsa                                                            | Plavání              | Muži 100 m prsa               |
| Stříbro | Norbert Rózsa                                                            | Plavání              | Muži 200 m prsa               |
| Stříbro | Iván Kovács Krisztián Kulcsár Ferenc Hegedűs Ernő Kolczonay Gábor Totola | Šerm                 | Družstvo mužů kord            |
| Stříbro | Bence Szabó Csaba Köves György Nébald Péter Abay Imre Bujdosó            | Šerm                 | Družstvo mužů šavle           |
| Bronz   | István Kovács                                                            | Box                  | Muži váha muší do 51 kg       |
| Bronz   | György Mizsei                                                            | Box                  | Muži lehkotěžká váha do 71 kg |
| Bronz   | Zoltán Béres                                                             | Box                  | Muži váha polotěžká do 81 kg  |
| Bronz   | Imre Csősz                                                               | Judo                 | Muži nad 95 kg                |
| Bronz   | Rita Kőbán Éva Dónusz                                                    | Kanoistika           | Ženy K-2 500 m                |
| Bronz   | György Zala                                                              | Kanoistika           | Muži C-1 1000 m               |
| Bronz   | Attila Czene                                                             | Plavání              | Muži 200 m polohový závod     |